# KNM Montbretia (K208)
KNM Montbretia (K208) je bila korveta razreda flower Kraljeve norveške vojne mornarice, ki je bila operativna med drugo svetovno vojno.

## Zgodovina
29. septembra 1941 je Kraljeva vojna mornarica predala HMS Montbretia (K208) norveški mornarici. 18. novembra 1942 jo je torpedirala in potopila nemška podmornica U-262; 48 članov posadke je umrlo, medtem ko je KNM Potentilla (K214) rešila 23 mornarjev.